# Lorne Lofsky
Lorne Lofsky (Toronto, 10 mei 1954) is een Canadees jazzgitarist, die lid was van het Oscar Peterson Quartet.

## Biografie
Lofsky begon rockmuziek te spelen op schooldansfeesten, maar raakte later geïnteresseerd in jazz na het horen van het album Kind of Blue van Miles Davis. In de jaren 1970 studeerde hij aan de York University in Toronto en studeerde muziek terwijl hij in clubs in Toronto werkte. Hij werkte samen met de Canadese muzikanten Butch Watanabe en Jerry Toth en met de Amerikanen Pepper Adams, Bob Brookmeyer en Chet Baker.
In 1980 ontmoette Lofsky de Canadese pianist Oscar Peterson, die zijn eerste album It Could Happen to You produceerde. Hij toerde met Peterson in de jaren 1980 en hij toerde en nam op als lid van Petersons kwartet en kwintet in de jaren 1990. Lofsky heeft ook samengewerkt met Ed Bickert, Ruby Braff, Rosemary Clooney, Kirk MacDonald, Rob McConnell, Tal Farlow, Dizzy Gillespie, Johnny Hartman en Clark Terry.
Van 1983 tot 1991 speelde Lofsky in een kwartet met jazzgitarist Ed Bickert. Deze samenwerking leverde twee opnamen op (waarvan één voor het prestigieuze Concord Records, getiteld This Is New) en een tournee door Spanje in 1991.
In het begin van de jaren 1980 begon Lofsky een belangrijke muzikale samenwerking met saxofonist Kirk MacDonald, wat leidde tot de vorming van een kwartet. Verschillende versies van dit kwartet hebben op verschillende data buiten Toronto gespeeld, waaronder het Atlantic Jazz Festival, de Upstairs Club in Montreal en de Cotton Club in Vancouver.
Lofsky heeft lesgegeven aan de York University en de University of Toronto.

## Discografie
- 1980: It Could Happen to You (Pablo Records)
- 1985: Ed Bickert, Lorne Lofsky and Friends, (Unisson)
- 1990: This is New, met Ed Bickert (Concord Records)
- 1992: Lorne Lofsky (Jazz Inspiration)
- 1994: Bill Please (Jazz Inspiration)

Met Brass Connection
- 1982: Brass Connection, (Innovation)
- 1984: A New Look, (Innovation)
- 1988: A Five Star Edition, (Innovation)

Met Oscar Peterson
- 1995: The More I See You, (Telarc International Corporation)
- 1995: An Oscar Peterson Christmas (Telarc)
- 1996: Oscar in Paris (Live at Salle Pleyel) (Telarc)

Met Kirk Macdonald
- 1997: The Atlantic Sessions (Koch)
- 1998: New Beginnings (Radioland)

Met anderen
- 1981: This One's for Tedi, door Johnny Hartman (Audiophile Records)
- 1984: Chet Baker in Buffalo (CCB)
- 1993: Le Rouge door Duncan Hopkins met Kenny Wheeler
- 1995: Don't Get Around Much Anymore, Rob McConnells Boss Brass (Concord)
- ????: One Take, Joey DeFrancesco (Alma)
- 2004: What Is This Thing?, Inside Out (Romhog)